# Adam Gontier

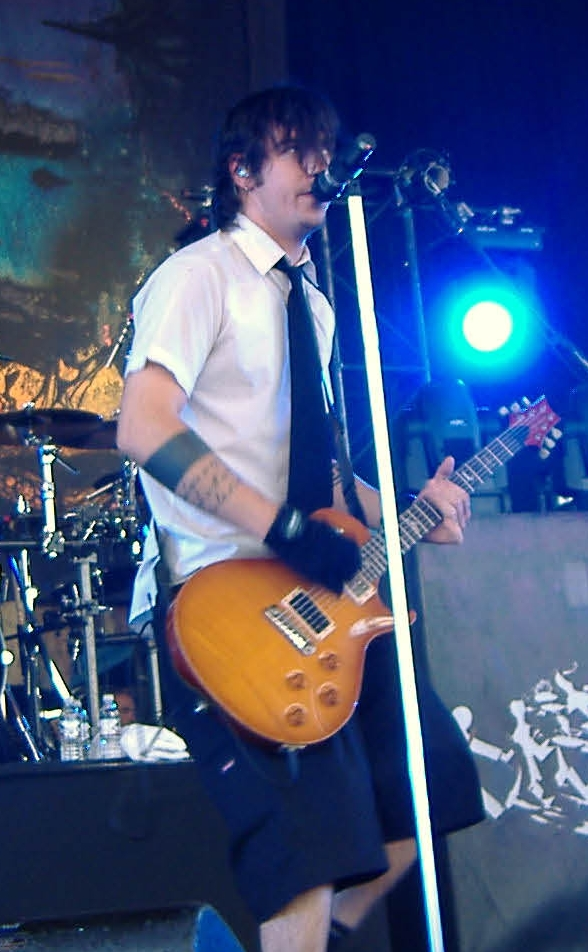
Adam Gontier 2006

Adam Gontier, född den 25 maj 1978, är en kanadensisk musiker, sångare och låtskrivare. Han är med i bandet Saint Asonia där han är huvudsångare och gitarrist. Han har tidigare varit med i bandet Three Days Grace som huvudsångare,  men lämnade bandet i januari 2013.

## Biografi
Adam Gontier föddes i Peterborough i Ontario men växte upp i Markham. När han gick i High school träffade han sin första blivande fru, de gifte sig 2004 men skildes 2013. Han gifte sig en andra gång 2015. I High school träffade han även Neil Sanderson och Brad Walst 1995 och de bildade bandet Three Days Grace 1997.